# Trépano

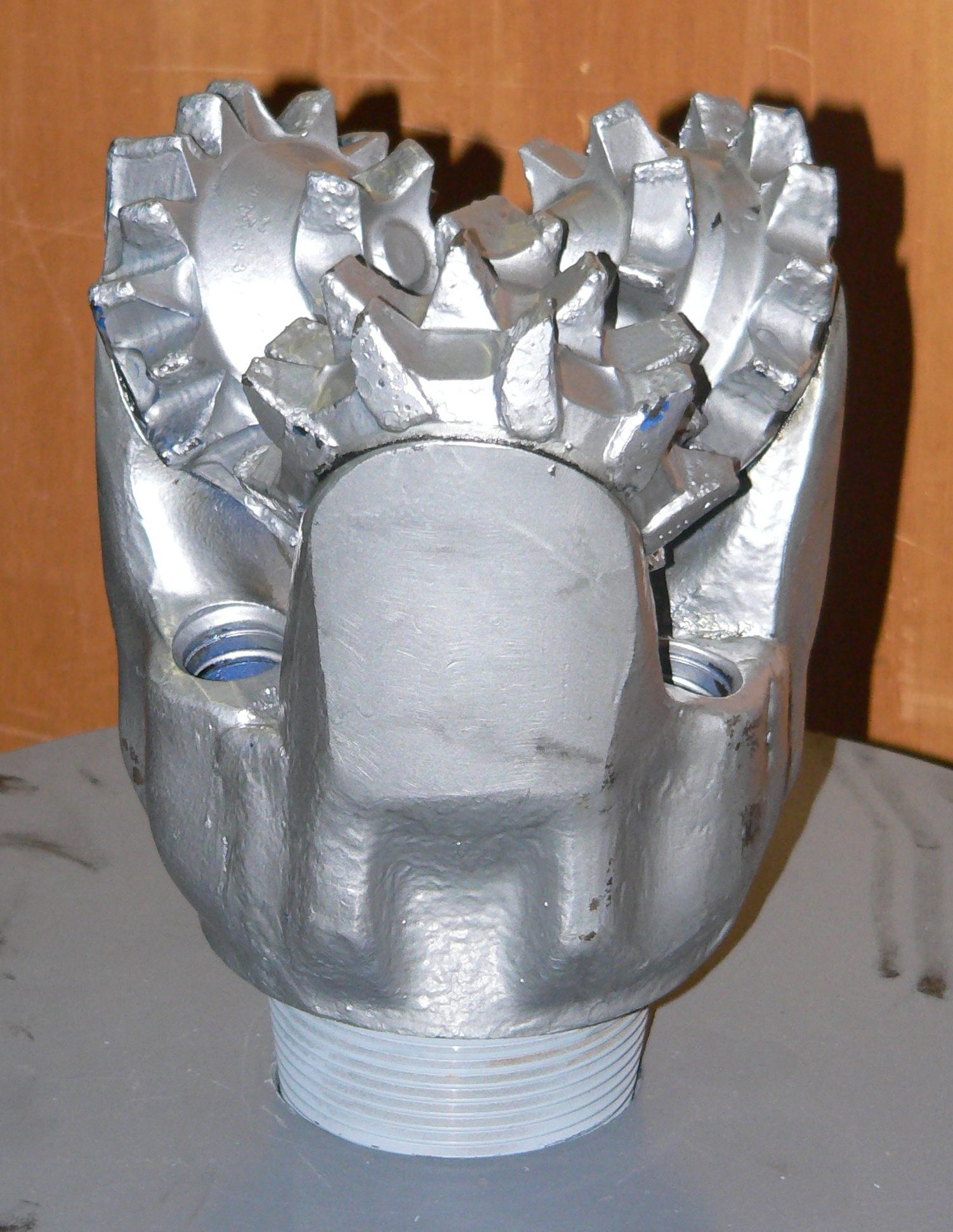
Trépano tricono típico.

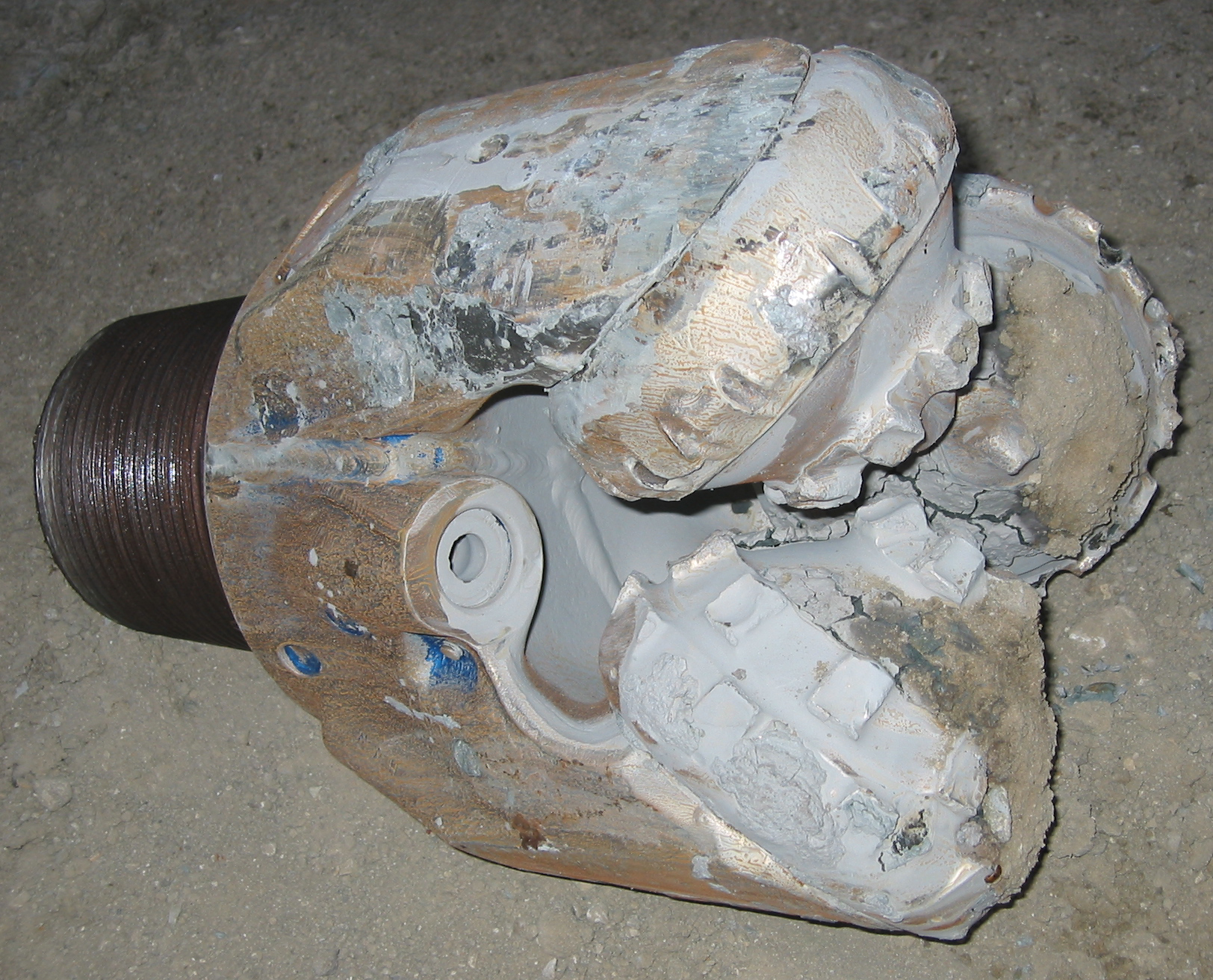
Tricono para rocas duras (semi usado).

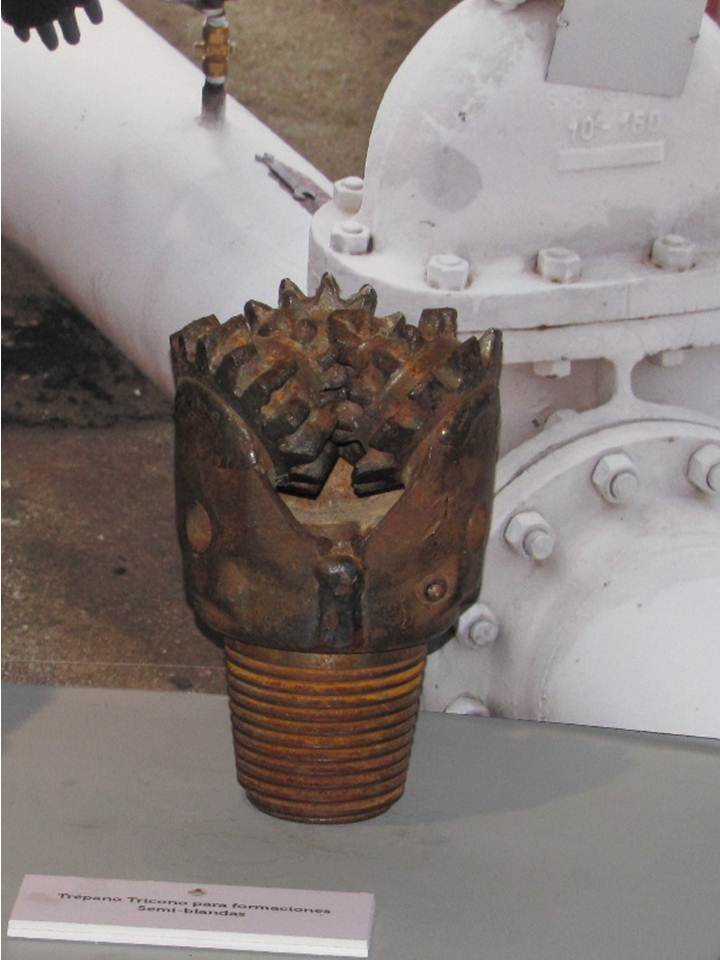
Herramienta de corte localizado en el extremo inferior de una perforación. La misma se utilizaba para cortar o triturar la formación rocosa semi-blanda mientras se perforaba un pozo de gas, agua o petróleo. Tenían una vida útil limitada y un elevado costo económico. Excavaciones Comodoro Rivadavia.

Un trépano es un dispositivo que se coloca en el final de una sarta de perforación para que rompa, corte y muela las formaciones rocosas mientras se perfora un pozo. Ya sea este un pozo de gas, agua o petróleo. Los trépanos son huecos para permitir el paso del fluido de perforación, que sale a chorros por picos intercambiables. El fluido de perforación lubrica y refrigera el trépano y ayuda a expulsar la roca molida hacia la superficie. En formaciones rocosas no consolidadas los chorros de agua a alta presión ayudan a remover la roca en forma directa permitiendo reducir los tiempos de perforado.
Ver torre de perforación para un diagrama completo donde se muestra su ubicación.

## Trépano (perforación del suelo)
Trépano es la herramienta de corte localizado en el extremo inferior de la sarta de perforación que se utiliza para cortar o triturar la formación durante el proceso de la perforación rotatoria de un pozo petrolero. Los trépanos tienen huecos para permitir el paso del fluido de perforación, que sale a chorros por picos intercambiables. El fluido de perforación lubrica y refrigera el trépano y ayuda a expulsar la roca molida hacia la superficie.
El trépano para muros pantalla es un elemento macizo, con forma de cruz o cinco puntas. Es empleado dejándolo caer por gravedad para la disgregación de roca o terreno duro. Su empleo está desaconsejado en las inmediaciones de edificios, ya que provoca vibraciones en el terreno, que son percibidas en mayor medida en las plantas más altas de los edificios. Como solución alternativa para empotrar el muro pantalla en roca o simplemente atravesar capas duras existen la fresadora de subsuelo o la hidrofresa.

## Tipos de trépanos
Los trépanos más utilizados son los trépanos triconos, que pueden tener dientes de acero o insertos de carburo de tungsteno para mayor duración en formaciones de rocas duras. Poseen tres conos giratorios montados sobre rodillos con o sin retenes. Un diseño posterior de trépanos son los del tipo PDC (Polycristalline Diamond Compact), con insertos de diamante compacto policristalino, fabricados de manera industrial con forma de pastillas de color gris oscuro. Estos trépanos no poseen partes móviles y tienen mayor vida útil. 
Otro tipo de trepano es el trépano de escalones (Step bit), que solo se utiliza en formaciones no consolidadas, areniscas y arcillas. Posee la característica de cortar sin moler, lo que es ventajoso para el análisis de los fragmentos en superficie. 
Además de los trépanos mencionados que se accionan mediante peso y giro, existen otros trépanos que actúan mediante golpes, aunque esos se han dejado de utilizar por su baja efectividad.

## Trépano (escultura)
El trépano es también una herramienta de escultor que permite taladrar, profundizando en la piedra más que el cincel y el martillo, con idea de conseguir un efecto realista. Con él se pueden crear volúmenes y efectos de claroscuro en las esculturas, sobre todo en los cabellos. Fue usado desde los egipcios y hasta la aparición del taladro eléctrico. Muy utilizado en Grecia y en Roma, en el Renacimiento y en el Barroco fue muy usado para profundizar en el modelado de las figuras, creando grandes efectos de claroscuro, pero siempre se repasaba la perforación con diferentes limas y raspines. Rudolf Wittkover explicaba en 1980 que las herramientas del artista influían en el estilo.

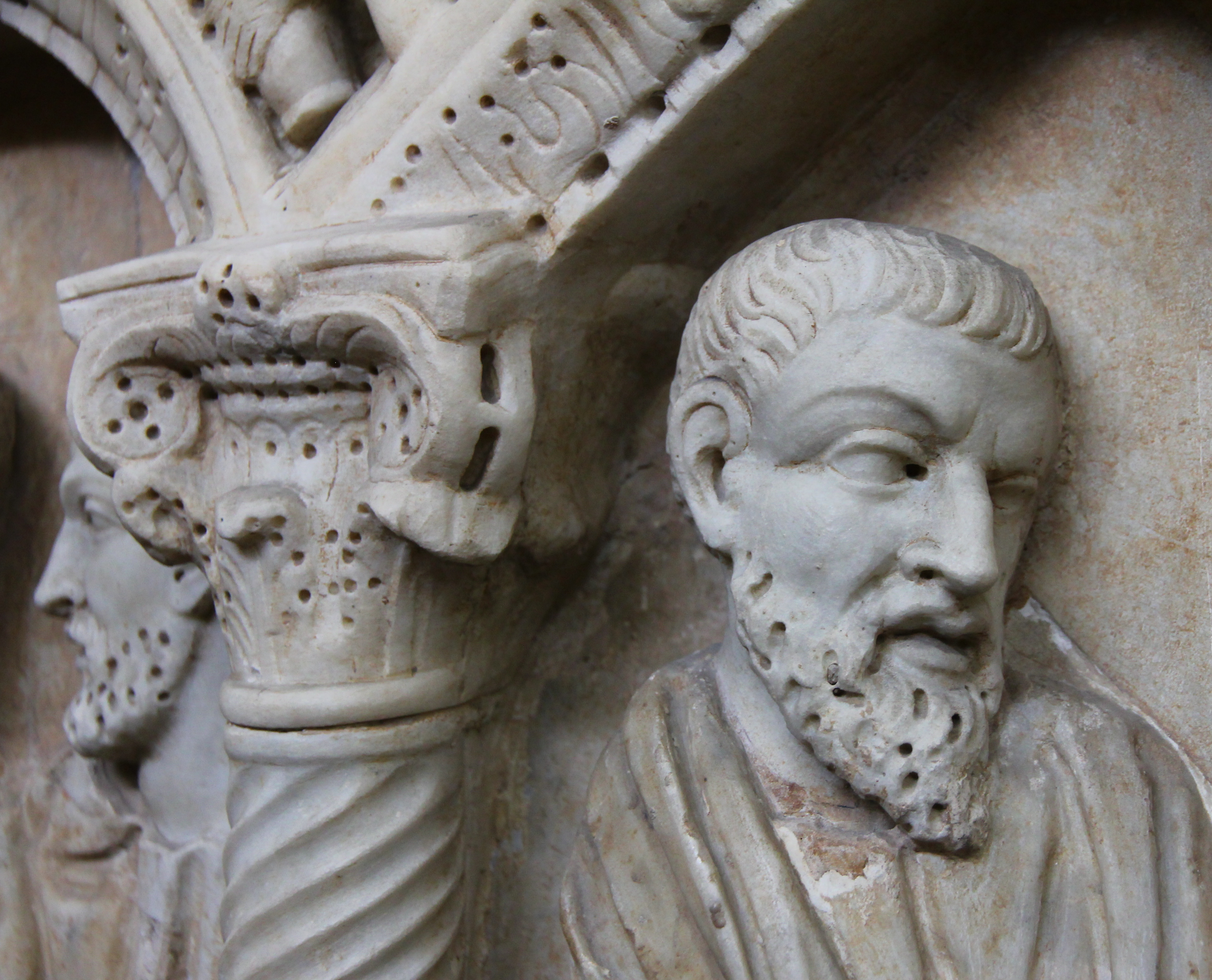
Uso del trépano en un sarcófago romano. Museos Vaticanos. Roma. Usado directamente, sin disimular la marca de la perforación en la obra acabada.